# Junior Eurovision Song Contest 2024

Deltagande länder.
Länder som har tävlat förut men inte deltar 2024.

Junior Eurovision Song Contest 2024 var den 22:a upplagan av musiktävlingen Junior Eurovision Song Contest. Tävlingen ägde rum i Madrid, Spanien och anordnades av Europeiska radio- och TV-unionen (EBU) tillsammans med Radiotelevisión Española (RTVE). Detta blev den första gången sedan Eurovision Song Contest 1969 som ett Eurovision-event anordnas i Spanien.

## Deltagande länder
Den 3 september 2024 bekräftade EBU att 17 länder kommer att delta i tävlingen. Storbritannien återkommer inte efter sitt deltagande 2023. Cypern återvänder till tävlingen efter sitt senaste deltagande 2017. San Marino meddelande den 19 maj 2024 att de inte skulle delta i tävlingen, men landet fanns med när deltagarlistan publicerades. San Marino deltog senast 2015.
| Land           | TV-bolag           | Artist            | Bidrag               | Språk                  | Låtskrivare                                                   |
| -------------- | ------------------ | ----------------- | -------------------- | ---------------------- | ------------------------------------------------------------- |
| Albanien       | RTSH               | Nikol Çabeli      | Vallëzoj             | Albanska               | Endri Muçaj, Eriona Rushiti                                   |
| Armenien       | ARMTV              | Leo               | Cosmic Friend        | Armeniska, engelska    | Maléna, Tokionine, Vahram Petrosyan                           |
| Cypern         | CyBC               | Maria Pissarides  | Crystal Waters       | Grekiska, engelska     | Armin Gilani, Maria Pissarides, Sophia Patsalides             |
| Estland        | ERR                | Annabelle         | Tänavad              | Estniska               | Sven Lõhmus                                                   |
| Frankrike      | France Télévisions | Titouan           | Comme ci, comme ça   | Franska                | Malory Legardinier, Marie Bastide                             |
| Georgien       | GPB                | Andria Putkaradze | To My Mom            | Georgiska              | Giga Kukhianidze, Maka Davitaia                               |
| Irland         | TG4                | Enya Cox Dempsey  | Le chéile            | Iriska                 | Ian James White, Laoise Ní Nualláin, Nicky Brennan            |
| Italien        | RAI                | Simone Grande     | Pigiama party        | Italienska, engelska   | Alex Uhlmann, Luca Mattioni, Paolo Meneguzzi                  |
| Malta          | PBS                | Ramires Sciberras | Stilla ċkejkna       | Maltesiska             | Aleandro Spiteri Monseigneur, Lon Kirkop, Peter Borg          |
| Nederländerna  | AVROTROS           | Stay Tuned        | Music                | Nederländska, engelska | Jermain van der Bogt, Willem Laseroms                         |
| Nordmakedonien | MRT                | Ana & Aleksej     | Marathon             | Makedonska, engelska   | Lazar Cvetkoski, Magdalena Cvetkovska                         |
| Polen          | TVP                | Dominik Arim      | All together         | Polska, engelska       | Aldona Dąbrowska, Sławomir Sokołowski                         |
| Portugal       | RTP                | Victoria Nicole   | Esperança            | Portugisiska, spanska  | Victoria Nicole                                               |
| San Marino     | SMRTV              | Idols SM          | Come noi             | Italienska             | Francesco Sancisi, Nicola Della Valle, Paolo Macina           |
| Spanien        | RTVE               | Chloe DelaRosa    | Como la Lola         | Spanska                | Alejandro Martínez, Chloe DelaRosa, David Parejo, Luis Ramiro |
| Tyskland       | Kika/NDR           | Bjarne            | Save the Best for Us | Tyska, engelska        | Ignacio Uriarte, Kai Oliver Krug, Thomas Meilstrup            |
| Ukraina        | Suspilne           | Artem Kotenko     | Hear Me Now          | Ukrainska, engelska    | Svitlana Tarabarova                                           |

## Plats
Till skillnad från Eurovision Song Contest får inte föregående års vinnande land automatisk rätt till att arrangera nästkommande tävling. Efter Frankrikes vinst på hemmaplan i Junior Eurovision Song Contest 2023 meddelade det franska TV-bolaget France Télévisions att samtal skulle föras med EBU angående värdskapet för tävlingen 2024, eftersom flera länder hade uttryckt intresse för att göra det och för att Frankrike hade varit värd för evenemanget två gånger på tre år.
Den 14 februari 2024 tillkännagavs Spanien vara värd för tävlingen 2024. Landet hade slutat på andra plats i tävlingen föregående år.
| Fördelning mellan jury- och onlinesresultat | Fördelning mellan jury- och onlinesresultat | Fördelning mellan jury- och onlinesresultat | Fördelning mellan jury- och onlinesresultat | Fördelning mellan jury- och onlinesresultat |
| Plac.                                       | Online                                      | Poäng                                       | Jury                                        | Poäng                                       |
| ------------------------------------------- | ------------------------------------------- | ------------------------------------------- | ------------------------------------------- | ------------------------------------------- |
| 1                                           | Portugal                                    | 117                                         | Georgien                                    | 180                                         |
| 2                                           | Ukraina                                     | 81                                          | Ukraina                                     | 122                                         |
| 3                                           | Malta                                       | 79                                          | Frankrike                                   | 103                                         |
| 4                                           | Frankrike                                   | 74                                          | Portugal                                    | 96                                          |
| 5                                           | Spanien                                     | 64                                          | Albanien                                    | 82                                          |
| 6                                           | Georgien                                    | 59                                          | Spanien                                     | 80                                          |
| 7                                           | Tyskland                                    | 57                                          | Armenien                                    | 76                                          |
| 8                                           | Nederländerna                               | 57                                          | Malta                                       | 74                                          |
| 9                                           | Cypern                                      | 50                                          | Italien                                     | 52                                          |
| 10                                          | Armenien                                    | 49                                          | Nederländerna                               | 34                                          |
| 11                                          | Polen                                       | 48                                          | Nordmakedonien                              | 20                                          |
| 12                                          | San Marino                                  | 46                                          | Irland                                      | 15                                          |
| 13                                          | Italien                                     | 46                                          | Tyskland                                    | 14                                          |
| 14                                          | Albanien                                    | 44                                          | Estland                                     | 14                                          |
| 15                                          | Estland                                     | 41                                          | Polen                                       | 13                                          |
| 16                                          | Irland                                      | 40                                          | Cypern                                      | 10                                          |
| 17                                          | Nordmakedonien                              | 34                                          | San Marino                                  | 1                                           |

## Resultattabell
Tävlingen hölls den 16 november 2024 i Caja Mágica i Madrid.
| Nr | Land           | Artist            | Bidrag               | Språk                  | Placering | Poäng |
| -- | -------------- | ----------------- | -------------------- | ---------------------- | --------- | ----- |
| 1  | Italien        | Simone Grande     | Pigiama party        | Italienska, engelska   | 9         | 98    |
| 2  | Estland        | Annabelle         | Tänavad              | Estniska               | 14        | 55    |
| 3  | Albanien       | Nikol Çabeli      | Vallëzoj             | Albanska               | 7         | 126   |
| 4  | Armenien       | Leo               | Cosmic Friend        | Armeniska, engelska    | 8         | 125   |
| 5  | Cypern         | Maria Pissarides  | Crystal Waters       | Grekiska, engelska     | 13        | 60    |
| 6  | Frankrike      | Titouan           | Comme ci, comme ça   | Franska                | 4         | 177   |
| 7  | Nordmakedonien | Ana & Aleksej     | Marathon             | Makedonska, engelska   | 16        | 54    |
| 8  | Polen          | Dominik Arim      | All together         | Polska, engelska       | 12        | 61    |
| 9  | Georgien       | Andria Putkaradze | To My Mom            | Georgiska              | 1         | 239   |
| 10 | Spanien        | Chloe DelaRosa    | Como la Lola         | Spanska                | 6         | 144   |
| 11 | Tyskland       | Bjarne            | Save the Best for Us | Tyska, engelska        | 11        | 71    |
| 12 | Nederländerna  | Stay Tuned        | Music                | Nederländska, engelska | 10        | 91    |
| 13 | San Marino     | Idols SM          | Come noi             | Italienska             | 17        | 47    |
| 14 | Ukraina        | Artem Kotenko     | Hear Me Now          | Ukrainska, engelska    | 3         | 203   |
| 15 | Portugal       | Victoria Nicole   | Esperança            | Portugisiska, spanska  | 2         | 213   |
| 16 | Irland         | Enya Cox Dempsey  | Le chéile            | Iriska                 | 15        | 55    |
| 17 | Malta          | Ramires Sciberras | Stilla ċkejkna       | Maltesiska             | 5         | 153   |

## Övriga länder

### Aktiva medlemmar i EBU
- Azerbajdzjan - Den 15 augusti 2024 meddelade det azerbajdzjanska TV-bolaget, İctimai Televiziya (İTV), att landet inte skulle delta i tävlingen. Skälen som angavs var ett ointresse från både programföretaget och tittarna, samt kostnaden för medverkan. Landet har däremot inte uteslutit deltagande i framtida upplagor.[7]
- Belgien - Den 12 juni 2023 meddelade den flamländska sändaren VRT att de skulle diskutera deltagande i 2024 års tävling, men meddelade den 18 maj 2024 att de inte skulle delta.[8] Den vallonska sändaren RTBF meddelade sin frånvaro den 30 juli 2024 och nämnde bristande publikintresse som orsak.
- Island - Den 13 juni 2023 meddelade det isländska TV-bolaget RÚV att man övervägde en debut i en framtida upplaga. Men den 4 juli 2024 tillkännagavs det att landet inte skulle debutera 2024. Sändningsföretaget angav inte exakta skäl, men det har tidigare rapporterats att det behövde "tid och pengar" innan de deltog.[9]
- Israel - Den israeliska sändaren IPBC meddelade den 16 maj 2024 att de inte skulle återvända till tävlingen utan att ge några orsaker.[10]
- Kroatien - Det kroatiska TV-bolaget, Hrvatska radiotelevizija (HRT), meddelade den 18 maj 2024 att man inte skulle återvända till JESC. Samtidigt uteslöts dock inte en eventuell återkomst i framtiden.[11] HRT bekräftade i november 2024 att man för första gången på tio år skulle sända tävlingen.[12]
- Lettland - Den 2 januari 2024 meddelade det lettiska TV-bolaget Latvijas Televīzija att de inte skulle återvända till tävlingen 2024. Mer exakta skäl för detta gavs dock inte.[13]
- Litauen - Den 23 november 2023 meddelade det litauiska TV-bolaget LRT att landet inte skulle återvända till tävlingen 2024 men att man skulle sända tävlingen, vilket det även gjorde året innan. LRT sa också att man skulle överväga landets återkomst till tävlingen 2025 om förväntningarna motsvaras.[14]
- Luxemburg - RTL Lëtzebuerg bekräftade den 19 maj 2024 att de inte skulle debutera i Junior Eurovision Song Contest efter sitt återvändande till Eurovision Song Contest.[15] RTL valde däremot att sända tävlingen, vilket var första gången Junior Eurovision sänds i Luxemburg.[16]
- Montenegro - Den 7 januari 2024 tillkännagav det montenegrinska TV-bolaget RTCG sin avsikt att sända både Eurovision Song Contest 2024 och Junior Eurovision Song Contest 2024.[17] Den 15 augusti 2024 tillkännagav RTCG sin återkomst till Eurovision Song Contest 2025 men fanns inte med på deltagarlistan till JESC 2024.[18] RTCG valde slutligen att inte sända JESC 2024.
- Norge - Den 3 december 2022 meddelade NRK att man inte uteslutit deltagande i tävlingen i framtida upplagor. Emellertid meddelade sändaren den 4 januari att den inte skulle återvända till tävlingen 2024 utan att ange några exakta skäl.[19] Den 7 januari 2024 tillkännagav NRK att man övervägde att återvända till tävlingen 2025.
- Serbien - Den 27 maj bekräftade Radio-Televizija Srbije (RTS) att de inte skulle återvända till tävlingen för att det ville fokusera helt på Eurovision Song Contest.[20]
- Storbritannien - När landet återvände till Junior Eurovision Song Contest 2022 var BBC öppna med att fortsätta delta i JESC även på längre sikt.[21] Trots detta bekräftade landet sitt tillbakadragande i tävlingen den 21 juni 2024.[22]
- Sverige - Den 5 januari 2024 meddelade SVT att man inte kommer delta i Junior Eurovision Song Contest 2024 utan att ange några ytterligare skäl.[23] Emellertid hade SVT premiär för den nya musiktävlingen "Hello Mello", som kan liknas med Lilla Melodifestivalen. SVT bekräftade däremot att tävlingen inte har något att göra med Junior Eurovision.[24]
- Wales - Den 22 juni 2024 meddelade S4C att de inte skulle återvända till tävlingen.[25] Med tanke på att Storbritannien tidigare hade meddelat den 21 juni att man inte skulle delta i tävlingen 2024, skulle en återkomst för Wales ha varit möjlig.

### Associerade EBU-medlemmar
- Australien - Den 26 mars 2024 meddelade det australiensiska TV-bolaget SBS att de inte skulle återvända till JESC 2024.[26] Australiens deltagande skulle ha varit möjligt genom sändaren ABC, men de meddelade den 2 april 2024 att det inte skulle delta.
- Kazakstan - Den 6 juni 2023 meddelade Khabar att de hoppades kunna återvända till tävlingen 2024. Den 26 november 2023, samma dag som Junior Eurovision Song Contest 2023 hölls, rapporterade Khabars mediapartner, DS, följande: "Vi missade Junior Eurovision i år (2023), tills nästa år". Den 22 augusti 2024 meddelade däremot Khabar att det inte skulle delta i tävlingen. Skälet som angavs var de ökade kostnaderna för deltagandet. En återkomst inom en snar framtid var dock inte utesluten.[27]

### Icke EBU-medlemmar
- Belarus - Belarus är sedan den 1 juli 2021 avstängd från EBU och kan därmed inte delta i något evenemang som arrangeras av dem.[28]
- Ryssland - I samband med invasionen av Ukraina stängdes alla ryska EBU-medlemmar av vilket förhindrar landets medverkan.[29]